# Sanktionsausschuss
Der Sanktionsausschuss ist das Organ einer Börse, das Verstöße von Handelsteilnehmern oder Emittenten gegen börsenrechtliche Vorschriften ahndet.

## Allgemeines
Organe der Börse sind nach § 3 Abs. 1 BörsG die Börsengeschäftsführung, der Börsenrat, der Sanktionsausschuss und die Handelsüberwachungsstelle. Während der Börsenrat unter anderem die Geschäftsführung der Börse bestellt und überwacht, übernimmt die Börsengeschäftsführung die Leitung der Börse und vertritt diese gerichtlich und außergerichtlich.

## Aufgaben
Rechtsgrundlage für den Sanktionsausschuss ist § 22 BörsG, wonach er börsenrechtliche Verstöße der Handelsteilnehmer mit Verweis, Ordnungsgeld bis zu einer Million Euro oder mit vollständigem oder teilweisem Ausschluss von der Börse bis zu 30 Handelstagen belegen darf. Dazu liefert ihm die Handelsüberwachungsstelle die erforderlichen Daten. Tatbestand muss sein, das Handelsteilnehmer oder für sie tätige Personen vorsätzlich oder fahrlässig gegen börsenrechtliche Vorschriften verstoßen, die eine ordnungsgemäße Durchführung des Börsenhandels oder der Börsengeschäftsabwicklung sicherstellen sollen. Extremstes Beispiel wäre die Marktmanipulation, wenn Handelsteilnehmer die Kursfeststellung widerrechtlich beeinflussen. Für sich hieraus ergebende Rechtsstreitigkeiten steht der Verwaltungsrechtsweg offen (§ 22 Abs. 3 BörsG). 
Die Zuständigkeit des Sanktionsausschusses erstreckt sich auch auf das Verhalten der Handelsteilnehmer einschließlich der Skontroführer und Börsenhändler im Freiverkehr. Die Richtlinien für den Freiverkehr an der Frankfurter Wertpapierbörse sind trotz ihres privatrechtlichen Charakters börsenrechtliche Vorschriften; ein Verstoß eines Handelsteilnehmers gegen sie kann eine Sanktion rechtfertigen.

## Rechtsfragen
Der Sanktionsgewalt des Sanktionsausschusses unterliegen nach § 22 Abs. 2 Satz 1 BörsG alle Handelsteilnehmer. Handelsteilnehmer sind nach § 2 Abs. 8 BörsG die zum Börsenhandel zugelassenen Unternehmen, die Skontroführer und die Börsenhändler. Zum Börsenhandel zugelassene Unternehmen sind solche, die sich mit der Anschaffung und Veräußerung börsenmäßig handelbarer Handelsobjekte befassen. Die Verhängung einer Sanktion im Sinne des § 22 BörsG ist ein Eingriff in die allgemeine Handlungsfreiheit des betroffenen Handelsteilnehmers (Art. 2 Abs. 1 GG). Sie ist nur im Rahmen der verfassungsmäßigen Ordnung zulässig und steht infolgedessen nach der ständigen Rechtsprechung des BVerfG unter Gesetzesvorbehalt. Darüber hinaus ist die Sanktion eine Disziplinarstrafe. Als solche handelt es sich zwar nicht um eine Bestrafung nach den allgemeinen Strafgesetzen, für die das Verbot der Doppelbestrafung nach Art. 103 Abs. 3 GG gilt. Wohl aber handelt es sich um eine Strafe im Sinne des Art. 103 Abs. 2 GG, für die neben dem Grundsatz des Gesetzesvorbehalts und dem Bestimmtheitsgebot insbesondere auch das Analogieverbot gilt.
Sanktionsbeschlüsse eines Sanktionsausschusses sind Verwaltungsakte, die mit der Anfechtungsklage nach § 42 Abs. 1 VwGO angefochten werden können. 